# Nikifor Nikiforow
Nikifor Petrow Nikiforow (bułg. Никифор Петров Никифоров, ur. 12 kwietnia 1858 w Łoweczu, zm. 12 sierpnia 1935 w Sofii) – bułgarski wojskowy i polityk, generał porucznik, minister wojny Carstwa Bułgarii (1911–1913).

## Życiorys
Pochodził z zamożnej rodziny kupieckiej. Ukończył szkołę w rodzinnym mieście, uczył się w szkołach handlowych w Niemczech i w Austrii. Po powrocie do Łowecza pomagał ojcu w handlu. W 1879 ukończył szkołę wojskową w Sofii. Od 1881 służył w pułku piechoty jako dowódca kompanii. W 1883 został wysłany do Odessy, a rok później ukończył szkołę oficerską i uzyskał awans na stopień kapitana. Brał udział w wojnie serbsko-bułgarskiej 1885 jako dowódca 6 pułku piechoty. Walczył pod Caribrodem i pod Pirotem. Za dzielność na polu bitwy odznaczony Orderem Waleczności IV kl. W 1886 brał udział w tłumieniu buntu oficerów prorosyjskich przeciwko Aleksandrowi I Battenbergowi. W 1887 mianowany dowódcą 9 pułku piechoty, a następnie 4 brygady piechoty. W 1895 objął dowództwo 4 presławskiej dywizji piechoty. W tym samym roku objął stanowisko dyrektora departamentu administracji w ministerstwie wojny. Awansowany w 1900 na pierwszy stopień generalski i skierowany do służby dyplomatycznej. Pełnił funkcję ministra pełnomocnego Bułgarii w Niemczech. Po powrocie do Bułgarii w 1911 objął stanowisko ministra wojny w rządzie Iwana Geszowa. W przededniu wojen bałkańskich awansowany na stopień generała porucznika. W sierpniu 1913 przeszedł do rezerwy.
Był żonaty (żona Anisija), miał dwóch synów.

## Awanse
- podporucznik (Подпоручик) (1879)
- porucznik  (Поручик) (1882)
- kapitan  (Kапитан) (1885)
- major  (Майор) (1887)
- podpułkownik  (Подполковник) (1891)
- pułkownik  (Полковник) (1895)
- generał major  (Генерал-майор) (1900)
- generał porucznik (Генерал-лейтенант) (1912)

## Odznaczenia
- Order Waleczności 4. st. II klasy
- Order Świętego Aleksandra II, III i IV stopnia
- Order Zasługi Wojskowej I stopnia
- Order Krzyża Takowy (Serbia)
- Order Franciszka Józefa (Austro-Węgry)